# Itararé
Itararé is een gemeente in de Braziliaanse deelstaat São Paulo. De gemeente telt 51.412 inwoners (schatting 2009).

## Aangrenzende gemeenten
De gemeente grenst aan Bom Sucesso de Itararé, Itaberá, Itapeva, Nova Campina, Riversul en Sengés (PR).

## Geboren
- Marcos Guilherme (1995), voetballer